# Электронный библиотечный каталог
Электронный библиотечный каталог (ЭБК) — совокупность программных и аппаратных средств по обеспечению деятельности библиотеки по заказу, каталогизации, поиску, выдаче книг, решения различных задач по отчётности и книгообеспеченности читателей и др. как в локальной вычислительной сети, так и через Интернет.

## История
Первые электронные библиотечные каталоги представляли собой просто перечень записей об изданиях в одном файле, что уже позволяло ускорить поиск нужной книги, газеты, журнала.
Использование электронных таблиц, а впоследствии и СУБД (более-менее широко с 1960-х годов) позволило разделять подобные записи на отдельные поля, такие как название, автор, издательство, год издания, язык, аннотация и др., что позволило более точно задавать поисковые запросы.
В те же годы начали создаваться и первые опытные системы по сетевому доступу к каталогу, но первые большие системы удалённого доступа к ЭБК были запущены в США в 1975 г. (в университете штата Огайо) и в 1978 г. (Публичная библиотека г. Далласа). С тех пор ЭБК продолжали развиваться как количественно, так и качественно.
К примеру, развитие технологий торговли, в частности, внедрение использования неповторяющегося штрих-кода для каждого товара, оказало воздействие и на работу библиотек. Ведь штрих-код можно использовать не только при розничной продажи книги как товара, но и при каждой выдаче (приёмке) издания от читателя, межбиблиотечном обмене, переучёте книг и т. д., что позволяет заметно увеличить производительность труда. Старые издания, которым ещё не присваивался штрих-код при печати, при этом, конечно, приходится снабжать новыми штрих-кодами, для чего в типовые системы создания ЭБК были добавлены соответствующие возможности.
Для задач научного поиска, где нередко приходится иметь дело с огромным и постоянно пополняемым объёмом данных, разработаны более изощрённые и усовершенствованные (сравнительно с ЭБК для общедоступных (народных) библиотек) системы поиска и отбора источников. Заметное влияние на дальнейшее развитие систем поиска в ЭБК ныне оказывают достижения поисковых систем, разработанных для поиска в Интернет. В будущем, при более доступных вычислительных мощностях, будут более широко использоваться подходы экспертных систем и т. д.

## Превращение в АБИС
В настоящее время ЭБК на деле превратились в мощные информационные системы по обеспечению работы библиотек (АБИС) и выполняют широкий круг задач.

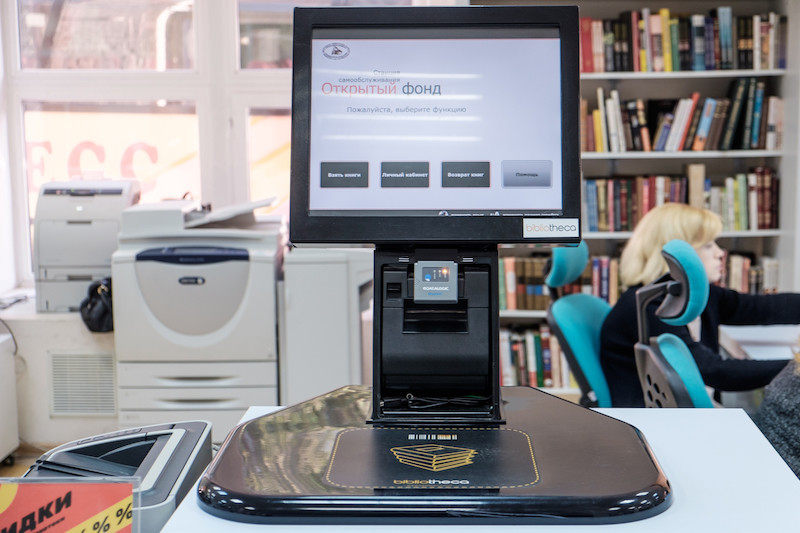
Терминал в Центральной библиотеке им. Н. А. Некрасова

Каждый пользователь обычно видит лишь часть возможностей ЭБК в зависимости от того, какие задачи решаются им с помощью этого каталога.
Пользователь-читатель обычно знаком через web-сопряжение с собственно библиотечным каталогом в электронном виде, позволяющем в более удобной обстановке быстро найти и, возможно, заказать к выдаче интересующие издания.
Сотрудники отдела комплектования применяют программы ЭБК для исследования книгообеспеченности (например, учебного процесса), заказа новых изданий, продолжения подписки, каталогизации и регистрации новых поступлений, различных видов отчётности.
Сотрудники отдела выдачи ведут с помощью ЭБК картотеку читателей, получают и обрабатывают заказы на литературу, свои задачи решает руководство библиотеки и т. д.

## Типовой состав программных модулей ЭБК
Ниже представлен состав модулей ЭБК одной из распространённых программно-аппаратных систем по созданию и ведению электронного библиотечного каталога.
- Администрирование;
- Комплектование + Заказ и регистрация периодики;
- Каталогизация + Картотека статей;
- Читательский поиск;
- Картотека читателей (с поддержкой штрих-кодирования);
- Книговыдача (с поддержкой штрих-кодирования);
- Электронная библиотека полнотекстовых ресурсов;
- Книгообеспеченность учебного процесса;
- Генератор штрих-кодов для печати (на А4);
- BookScan — создание электронных версий отсканированных книг;
- Web-модуль для удалённого доступа к электронной библиотеке.

## Крупнейшие электронные библиотечные каталоги мира
- каталог Orbis Йельского университета
- каталог библиотеки конгресса США — один из самых больших в мире на сегодняшний день, содержит ссылки более чем на 12 млн записей: книгах, периодических и продолжающихся изданиях, картах, рукописях и аудио записях.
- Каталог САМЕО библиотек университета Карнеги-Меллон
- Сводный каталог библиотек Калифорнийского университета — отражает совокупные фонды более чем 20 библиотек одной из крупнейших университетских сетей США, включая библиотеку университета Беркли (всего более 9.000.000 названий документов).
- Каталог HOLLIS Гарвардского университета — отражает более 9 миллионов записей книг, рукописей, микрофильмов, карт, фотографий, слайдов и других материалов. Значителен фонд русскоязычных изданий, прежде всего за старые годы.
- Каталог Британской Библиотеки — в нём отражены документы преимущественно с 1975 года издания из основного хранения Британской библиотеки.
- Всемирная цифровая библиотека (WDL) разработана рабочей группой Библиотеки Конгресса США при содействии многих учреждений-сотрудников из разных стран, поддержке Организации объединённых наций по вопросам образования, науки и культуры (ЮНЕСКО). Предоставляет бесплатный доступ на многих языках к рукописям, картам, редким книгам, музыкальным партитурам, записям, фильмам, снимкам, фотографиям и архитектурным чертежам.